# Sternocanthus adrasus
Sternocanthus adrasus là một loài bọ cánh cứng thuộc họ Noteridae. Loài này được Guignot mô tả khoa học năm 1950.